# Сражение при Илаве
Сражение при Илаве (чеш. Bitva u Ilavy) или сражение на Руде-Поле (словацк. Bitka na Rudom poli) — битва 9 ноября 1431 года в ходе Гуситских войн между гуситами и имперско-венгерской армией возле Илавы в Верхней Венгрии (совр. Словакия). 
В 1430 году армия гуситов разгромила армию Сигизмунда в сражении при Трнаве, но из-за больших потерь вынуждена была покинуть территорию Верхней Венгрии.
В сентябре 1431 года гуситская армия под командованием Прокопа Голого, Прокопа Малого и Гануша Коловрата снова вторглась в Верхнюю Венгрию в отместку за смерть Велека Кудельника из Бржезнице, а также для пополнения продовольствия. 29 сентября гуситы захватили город Нитру, а оребиты захватили замок Ликава. Отряды таборитов грабили поселения вокруг городов Трнава, Нитра и Левице. Однако после этого споры между командирами двух союзов разгорелись в полном объеме. Прокоп Голый хотел завершить экспедицию и вернуться, поскольку больше не считал ситуацию в Венгрии безопасной. А Ян Чапек из Сана хотел продолжить успешную миссию. Ситуация усугублялась спорами по поводу дележа добычи и ухудшением погоды. Ситуация привела к разделению гуситов: табориты решили вернуться в Моравию, а сироты продолжили свой поход на юго-запад сегодняшней Словакии.
Гуситы возвращались очень медленно из-за обильной добычи и дождливой погоды и следовали вдоль реки Ваг на север, надеясь пересечь мост в Глоговце. Они обнаружили, что мост разрушен, и были вынуждены двинуться дальше в сторону Илавы. Кроме того, они постоянно подвергались атакам венгерской конницы вплоть до Илавы, до которой они добрались через десять дней. Венгры под предводительством Миклоша Розгоньи (венг. Miklós Rozgonyi) и Иштвана Погарнока (венг. István Pohárnok) подготовили ловушку.
Сражение произошло на Руде-Поле (Красное поле) между Илавой и поселением Кошеца. Из-за сильного дождя гуситы не смогли должным образом маневрировать, и около 5000 из них были убиты или утонули при попытке пересечь Ваг. Было захвачено около 250 гуситских боевых возов и множество пушек. Розгоньи казнил многих пленных таборитов, в том числе одного из их командиров Зикмунда Горжовского. Остатки гуситской армии отступили через долину Пухова обратно в Моравию, преследуемые венгерской конницей.